# Augustobona

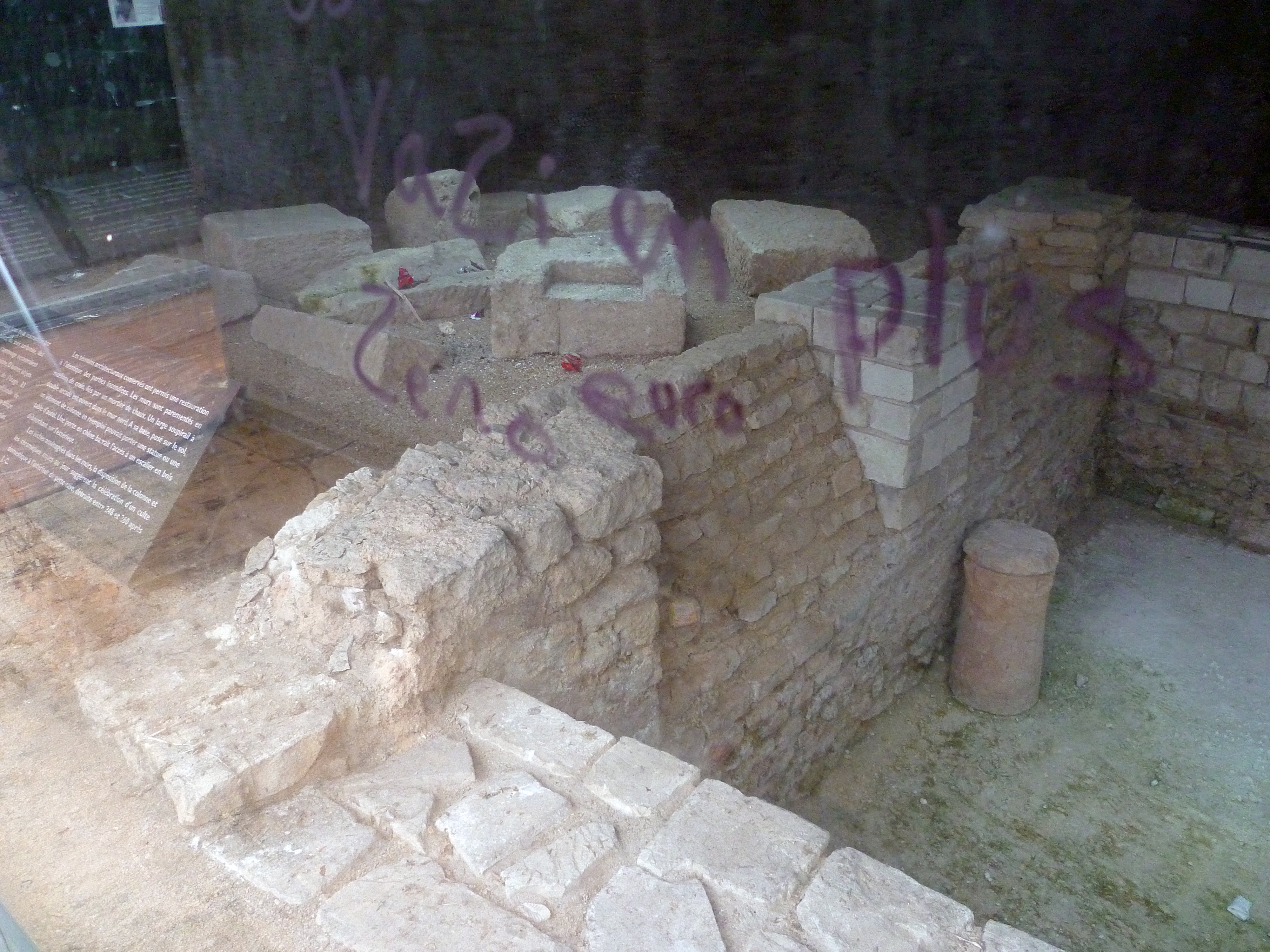
Römische Reste unter dem Porte de Chaillouet

Augustobona, auch Augustobona Tricassium oder Augustomana Tricassiorum, war eine römische Stadt in der Provinz Gallia Lugdunensis. Es handelt sich um das heutige Troyes.
Die Stadt war schon in vorrömischer Zeit von einiger Bedeutung. Im ganzen Stadtgebiet kamen keltische Objekte zu Tage. In römischer Zeit erfolgte ein planmäßiger Ausbau zur Stadt, und Augustobona wurde Hauptort des keltischen Stammes der Tricassen. Zeugnis dieser Hauptortfunktion in römischer Zeit gibt vor allem der schachbrettartige Stadtplan. Wahrscheinlich hatte die Stadt auch zahlreiche öffentliche Gebäude, die bis jetzt aber noch nicht mit Sicherheit identifiziert werden konnten. Wegen der damals begonnenen und im gesamten Mittelalter fortgesetzten und erhalten gebliebenen Bebauung von Troyes konnten Ausgrabungen bisher nur in sehr begrenztem Umfang stattfinden, so dass wenig Konkretes von der antiken Stadt bekannt ist. Die Stadt hatte eine günstige Lage. Sie lag einerseits an der Seine, anderseits an der Via Agrippa, die die Stadt einerseits mit Lugdunum (Lyon) andererseits mit dem Meer verband.
Augustobona wird bei verschiedenen antiken Autoren genannt. Die Stadt erscheint zweimal in dem Itinerarium Antonini (als Augustobona), einmal in der Tabula Peutingeriana, bei Claudius Ptolemäus (2, 8, 10) und bei Ammianus Marcellinus (16, 2, 6–8; als Tricas(s)ae). Der letztere berichtet, dass im Jahr 356 der zukünftige Kaiser Julian auf der Flucht vor den Alemannen in der Festung der Stadt Zuflucht suchte. Reste einer spätantiken Festung kamen in der Tat an mehreren Stellen innerhalb der modernen Stadt zu Tage.
Die antike Stadt war etwa 80 Hektar groß; 2 Kilometer in Ost-West-Richtung und 400 Meter in Nord-Süd-Richtung. Von den öffentlichen Bauten ist, wie schon angedeutet, nur wenig bekannt. An diversen Stellen im Stadtgebiet fanden sich Überreste monumentaler Gebäude, doch können sie kaum mit Sicherheit bestimmten Bautypen zugeordnet werden. Immerhin kamen Mauern zu Tage, die vielleicht einem Bad zugeordnet werden können. Unterhalb der Kathedrale fanden sich bei Restaurierungsarbeiten im 19. Jahrhundert Gebäudereste, Mosaiken, Wandmalereien und ein Marmorgesims. 1864 fanden sich weitere Baureste, wie zum Beispiel Hypokausten. Vielleicht gehören diese Reste zu einem Heiligtum und einer frühen Kirche, bevor hier im fünften Jahrhundert die erste Kathedrale errichtet wurde. Weiterhin sind Reste eines Aquäduktes gefunden worden, der die Wasserversorgung der Stadt sicherte.
In verschiedenen Teilen der Stadt wurden Reste von Wohnhäusern ausgegraben. Unter dem Porte de Chaillouet (ein moderner Gebäudekomplex an Stelle des 1986 abgerissenen städtischen Schlachthauses, was die Möglichkeit zu umfangreichen Grabungen gab) sind größere Teile von zwei Insulae zum Teil erhalten. Mindestens ein großes Haus hatte ein Peristyl. Mehrere Häuser hatten Räume mit Hypokausten und es fanden sich mehrere mit geometrischen Motiven dekorierte Mosaike. Das Haus wurde im ersten Jahrhundert errichtet. Es fanden sich auch relativ gut erhaltene, hochwertige Wandmalereien. Hier wurde auch ein Schatz mit 186.000 Münzen entdeckt. Teile der Ruinen sind konserviert und können heute besichtigt werden.
Ab dem vierten Jahrhundert war die Stadt Sitz einer Diözese. In der Spätantike war die Stadt auf etwa 16 Hektar reduziert mit der oben genannten Festung als Stadtmauer. Sie wurde auch im Mittelalter weiter bewohnt, doch sind bisher kaum architektonische Reste aus dieser Zeit bekannt. Der Ort wurde damals Tricas(s)ae oder urbs Tricassium/Tricassae genannt, woraus sich Troyes entwickelte.